# Ursula Stalder

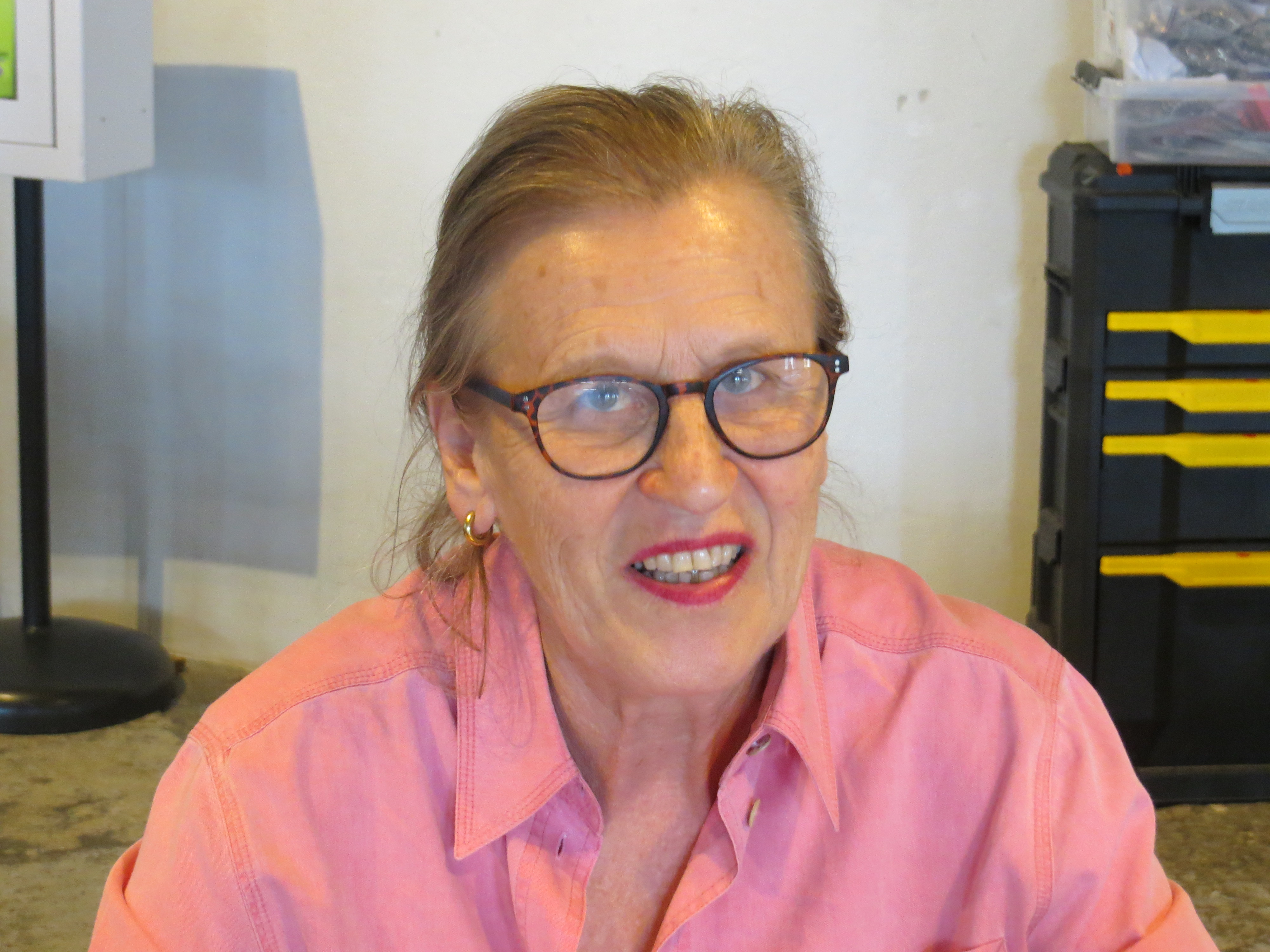
Ursula Stalder (2023)

Ursula Stalder (* 3. April 1953 in Horw, Kanton Luzern) ist eine Schweizer Objektkünstlerin, Illustratorin, Malerin und Zeichnerin.

## Leben
Nach ihrer Berufslehre (1969–1973) als Hochbauzeichnerin arbeitete sie bis 1975 in ihrem ursprünglichen Beruf. Danach (1975–1978) absolvierte sie eine Ausbildung für Dreidimensionales Gestalten an der Kunstgewerbeschule Luzern (heute Hochschule für Gestaltung und Design). Seit 1982 arbeitet sie als freiberufliche Kunstmalerin, Illustratorin und bildende Künstlerin. Seit 1992 befasst sich die Künstlerin und Sammlerin ausschliesslich mit Fundobjekten, insbesondere solchen aus dem Meer. Sie ist regelmässig an den Meeren Europas unterwegs, wo sie ihre Objekte selbst findet und in die Schweiz transportiert. Sie hatte Ausstellungen an verschiedenen Orten Europas, in Ägypten, Südkorea, Namibia, Argentinien und Kuba. In der Schweiz stellt sie ihre Werke und Installationen regelmässig aus, teilweise an verschiedenen Orten gleichzeitig.

## Stipendien und Preise
- 1992: Werkpreis des Kantons Luzern für Illustration
- 1995: Atelier der Konferenz der Schweizer Städte, Shabramant/Kairo
- 1996: Werkbeitrag Matossy-Stiftung, Zürich
- 2012: Projekt, unterwegs mit dem Otto-Pfeifer-Wohnmobil in Spanien
- 2020: Anerkennungspreis für das Lebenswerk der Gemeinde Horw

## Ausstellungen (Auswahl)
- 1994: Gestrandet, Museum für Gestaltung
- 1995: One Man’s Trash is Another Man’s Treasure, Museum Boymans van Beuningen, Rotterdam
- 1995:Looking for Traces, Atelier du Caire, Kairo
- 1996: Found in Egypt, Kornschütte, Luzern
- 1997: Beständiges, Martin Gropius-Bau, Berlin
- 1999: Neu ausgelegt, Nidwaldner Museum, Stans
- 2000: Im Verlauf der Dinge, Stadthaus Ulm
- 2001: Aangespoeld, Kunsthal Rotterdam, Niederlande
- 2001: Im Wandel der Zeit, Kunstverein Ingolstadt, Deutschland
- 2002: Präsentationen in der Ausstellung «Wasserfälle», Düsseldorf
- 2003: Obelisk und Ausstellung, La Serpara, Civitella, Italien
- 2003: Found in Britain, Kornschütte Luzern
- 2004: Gruppenausstellung STASH, Städtische GalerieTENT, Rotterdam
- 2004: 9. Nine Dragon Head Symposium Dae-Cheong-Lake, Korea
- 2004: Objects from the archives, Library Bournemouth England
- 2005: 10. Nine Dragon Head Symposium, Dae-Cheong-Lake, Korea
- 2005: Ausstellung KIMI Galerie, Seoul, Korea
- 2005: «From Greenwich to Otjiwarongo», Kunsthaus Grenchen
- 2007: Die Lagune von Venedig im KKL Uffikon
- 2007: Film im Schweizer Fernsehen / Sternstunde: Die Lagune von Venedig (Portrait)
- 2008: «Flotsam and jetsam», Galerie Vernissage bei Heinz Julen, Zermatt
- 2008: Eine Installation zum Thema Kunststoff im Gewerbemuseum Winterthur
- 2010: Raum-Installation im Museum für Urgeschichte, Zug
- 2011: The way things are, Galerie «Vernissage» Heinz Julen, Zermatt
- 2011: Lagune von Venedig auf den Dächern von Linz, OK–Centrum, Linz, Österreich
- 2012: Meer und Mehr, Zimmermannhaus Stadt Brugg
- 2014: Ding um Ding, Kunst im Kantonsspital Aarau
- 2015: Liebe und Haben, Ausstellungshaus Spoerri, Hadersdorf, Österreich
- 2018: Nachlese, Poesie des Gefundenen, Gelbes Haus Flims
- 2019: Gestrandet Geordnet Archiviert, Kornschütte Luzern
- 2020: Wenn es Plastik vom Himmel regnet, Rauminstallation im KKLB, Beromünster
- 2021: Kunststoff Plastik, Gruppenausstellung im Hans Erni Museum
- 2023: 3 Orte in Horw, Ausstellung im Gemeindehaus, in der HSLU und im Raum K
- 2025: «Meer als genug», zusammen mit Adrian Hossli in der Galerie Kriens[2]

## Publikationen (Auswahl)
- 1994: Gestrandet, Edition Museum für Gestaltung, Zürich, ISBN 3-907065-52-2
- 1996: One Man’s Trash Is Another Man’s Treasure, Museum Boymans van Beuningen, Rotterdam, ISBN 90-6918-152-5
- 1999: Neu ausgelegt, Ursula Stalder und die Sammlung des Nidwaldner Museums, Nidwaldner Hefte zur Kunst 2, ISBN 3-9521223-4-3
- 2000: Werkkatalog 1992–2000, Verlag Druckerei Odermatt, Dallenwil, ISBN 3-9521186-7-2
- 2003:	Found in Britain, Martin Wallimann Verlag, Alpnach Dorf, ISBN 3-908713-39-0
- 2011: Höhenrausch 2, Lagune von Venedig auf den Dächern von Linz, Folio Verlag, Linz, ISBN 978-3-85256-589-7
- 2016: Höhenrausch, Kunst in die Stadt! ISBN 978-3-903131-22-4
- 2020: Gestrandet Geordnet Archiviert, Publikation im Selbstverlag

## Öffentliche Arbeiten
- 2021: Obelisk Steckenpferd, Restauration, La Serpara, Italien
- 2004: Obelisk Mer, Leihgabe Kunsthaus Grenchen
- 2003: Obelisk Steckenpferd, La Serpara, Civitella, Italien
- 2002: Obelisk Mer, Art Canal, Leihgabe Le Landeron
- 1999: Wand-Arbeiten, Schulhäuser und Turnhalle, Kriens